# Gunnar Heiberg
Gunnar Edvard Rode Heiberg  (født 18. november 1857 i Kristiania, død 22. februar 1929 sammesteds) var en norsk forfatter, bror til Jakob Wilhelm Rode Heiberg.
Efter at have taget Artium 1874 studerede Heiberg litteratur og teater hjemme og ude og virkede en tid som journalist ved "Dagbladet". Heibergs første litterære arbejder var to længere digte, inspireret af tidens gærende frihedstrang, Menneskets Genesis og En soirée dansante,
det sidste offentliggjort 1878 sammen med Hans Jægers afhandling Kants Fornuftskritik. Først i skuespillet Tante Ulrikke, som udkom 1884 efter et længere udenlandsophold, fandt Heiberg frem til sin egen form, den dramatiske, hvor hans lyrik ligger latent bag en original og indtrængende menneskeskildring, udkrystalliseret i skarpt slebne og samtidig naturlige replikker. I "Tante Ulrikke" tog Heiberg plads på venstre side i fremskridtskampen; hans næste skuespil Kong Midas (1889) markerede den unge litterære radikalismes skepsis over for Bjørnsons moralisering og vakte voldsom forbitrelse, fordi skildringen af Ramseth blev
opfattet som en Bjørnson-karikatur. "Kong Midas" opførtes på en række scener og blev særlig på Det Kongelige Teater i København en ualmindelig succes. Men den udvikling bort fra de politiske, og almene emner over til de rent psykologiske, som var begyndt i de tidligere to skuespil, fuldbyrdedes i det næste, Kunstnere (1893), som mod en munter baggrund af satire over kunstnerisk forlorenhed giver en fin og smertelig, indtrængende skildring af forholdet mellem liv og kunst. En lignende stemning er der over det gratiøse og vittige lystspil Gerts Have (1894), som skildrer en flagrende og letsindig erotik, men som blev temmelig upåagtet, indtil det 1917, på Heibergs 60 års fødselsdag, opførtes på Nationaltheatret og blev en meget stor succes. 
Langt stærkere indtryk gjorde straks det lyrisk bevægede skuespil Balkonen, som udkom tidligere i 1894. Det dannede højdepunktet indtil da i Heibergs digtning med sin heftige og inderlige skildring af erotikkens konflikt med sjælelige værdier. Litterære og ulitterære dydsvogtere, som misforstod skuespillet og udelukkende anså det som en kynisk forherligelse af sanselighed, skabte ved deres forargelse en usædvanlig sensation om stykket. I det sociale skuespil Det store Lod (1895) nærmede Heiberg sig atter de mere samfundsmæssige emner; og med sin Komedie »Folkeraadet« (1897) staar han midt i den hjemlige politik. Skuespillet satiriserede vittig og ubarmhjertig over de norske partipolitikeres holdning i unionsstriden og blev ved opførelsen på Christiania Theater mødt både med stærk pibning og applaus. Harald Svans Mor (1899) er en i flere henseender ypperlig satire over moderne presse; Kærlighed til Næsten (1902), hvis satiriske indhold er mindre originalt, har henrivende skildringer af to unges forelskelse. Og i Kærlighedens Tragedie (1904) nåede Heiberg atter den samme højde og fordybelse i skildringen af erotisk stemningsliv som i Balkonen, men nu med en mørkere grundtone af smertelig erkendelse. På Nationaltheatret gjorde skuespillet det stærkeste indtryk, med Johanne Dybwad i Karens rolle. Heiberg, som i denne tid mest havde opholdt sig i Paris, deltog 1905 for første gang aktivt i det politiske liv hjemme; tidlig på året talte han på folkemøder sammen med Georg Stang med vid og begejstring for at Norge skulle løse unionssagen efter sin egen vilje, og efter unionens opløsning i juni talte og skrev han mod tilbagetoget i Karlstadforliget — med nedlæggelsen af grænsefæstningerne — og mod indførelsen af det nye kongedømme. 
I sit næste skuespil Jeg vil værge mit Land, som først udkom 1912, fik Heiberg digterisk form for sin dybe stemning af national og menneskelig skuffelse over 1905's begivenheder. I skuespillet går flængende vid og inderlig patos sammen med rammende menneskeskildring til en ypperlig helhed. Ved opførelsen på Nationaltheatret oplevede man bevægede scener af pibning og applaus — forargelsen gjaldt særlig Heibergs satire over den forgudede Christian Michelsen. Endnu større publikumsforargelse mødte Parade-sengen (1913), en yderst respektløs satire over store mænds små efterkommere, som af opinionen på en alt for håndfast måde blev sat i forbindelse med Bjørnsons pompøse ligfærd 1910 og hans børns optræden ved den lejlighed. Skuespillet blev af hensyn til Bjørnsons minde nægtet opførelse på Nationaltheatret, endskønt digteren i skuespillet har liden lighed med den afdøde store digter. Ikke blot som dramatisk forfatter, men også som teatermand har Heiberg sat spor. 1884—1888 var han chef og instruktør ved Bergens nationale scene; han i har ogsaa siden ved sin fine og menneskelige sceneinstruktion — i egne og andres Skuespil — ydet fremragende kunst. Og ved sine ypperlige avisartikler gennem mange år om politiske, kunstneriske og almene emner har Heiberg øvet en virksomhed af stor kulturopdragende betydning. En del af disse vittige og stemningsbevægede artikler, som er uovertrufne i norsk journalistik, er samlet i bøgerne Pariserbreve
(1900), Set og hørt (1917), Ibsen og Bjørnson paa Scenen (1918), Franske Visitter (1919) og Norsk Teater (1920). Et efterladt skuespil I frihetens bur, skrevet i 1910, blev udgivet af hans enke høsten 1929 og opført på Det Nye Teater.